# Sugarloaf Rock, Western Australia
Sugarloaf Rock är en klippa i Australien. Den ligger i delstaten Western Australia, omkring 200 kilometer sydväst om delstatshuvudstaden Perth.
Runt Sugarloaf Rock är det glesbefolkat, med 13 invånare per kvadratkilometer.. Närmaste större samhälle är Dunsborough, omkring 11 kilometer sydost om Sugarloaf Rock. 
Genomsnittlig årsnederbörd är 1 201 millimeter. Den regnigaste månaden är maj, med i genomsnitt 210 mm nederbörd, och den torraste är januari, med 9 mm nederbörd.